# Oligoaeschna khasiana
Oligoaeschna khasiana är en trollsländeart som beskrevs av Maurits Anne Lieftinck 1968. Oligoaeschna khasiana ingår i släktet Oligoaeschna och familjen mosaiktrollsländor. IUCN kategoriserar arten globalt som otillräckligt studerad. Inga underarter finns listade i Catalogue of Life.